# بیمارستان پیامبر اعظم (زاهدان)
بیمارستان پیامبر اعظم بیمارستانی است درمانی وابسته به نیروی زمینی ارتش جمهوری اسلامی ایران واقع در زاهدان است.

## بخش ها
بیمارستان پیامبر اعظم دارای بخش ارولوژي – ارتوپدي – جراحي عمومي – داخلي – اورژانس بستري – اتاق عمل – اورژانس – اتاق عمل اورژانس است.